# Joan Vilella
Joan Vilella i Estivill (Reus, 1878 - Reus, 1925) fue un empresario español.

## Biografía
Hijo de Joan Vilella i Llauradó, empresario reusense, cursó en Barcelona estudios superiores de Comercio y se incorporó a la industria familiar. En su ciudad continuó trabajando con su hermano Ramón, y fue gerente de la empresa familiar "Juan Vilella, S. en C."  Fue padre de Joan y Gaietà Vilella i Puig.

## Trayectoria
Dirigió la refinería de petróleo "La Pensilvània", fundada por su padre, y, según Carles Sudrià, hacia 1910 era "una de las instalaciones más importantes y mejor organizadas de España, con capacidad para producir 8 millones de litros anuales, con mercados en Cataluña, en Valencia y en el interior de la península". La gasolina se distribuía  a través de los puertos de Tarragona y de Cambrils, y durante la Primera Guerra Mundial se  incrementó mucho la producción y el transporte. 
Además, fundó "Vilella Hermanos", un conjunto de empresas que englobaban diferentes sectores de actividad, en particular relacionada con los frutos secos y las harinas. Invirtió y dirigió otras empresas, algunas de ellas barcelonesas, como "La Vidriera Barcelonesa", la más importante. También dirigió "La Botonería Barcelonesa" y "Gijón Fabril, S.A." En 1914 compró en Barcelona la Casa Macaya, vendida después por sus herederos a La Caixa. En 1903 fue presidente de la Cámara de Comercio e Industria de Reus, cargo del que dimitió en 1905, para dedicarse más intensamente a las empresas familiares. Murió en su casa de campo, en el Mas de Vilella, cerca de Reus, en 1925.

### Casa Vilella
En 1919 encarga la construcción de un chalet en el paseo de Sitges al arquitecto Juan Rubió, casa que con el tiempo se conocerá como Casa Vilella.